# Стоян Петров (революционер)
Вижте пояснителната страница за други личности с името Стоян Петров.
Стоян Петров Топузов е български революционер, одрински войвода на Вътрешната македонска революционна организация.

## Биография
Стоян Петров е роден през 1874 година в град Малко Търново, тогава в Османската империя, днес в България. Учи в гимназия във Варна. Работи като учител и книжар. В 1896 година е сред организаторите на клона дружеството „Странджа“ в Бургас.
През 1897 година Петров е в първата революционна чета на войводата Минчо Томов, обиколила българските села в Малкотърновско, Лозенградско и Бунархисарско. Заловен е от турските власти и е осъден на 5 години затвор. Освободен е през есента на 1902 година. Става четник при Михаил Герджиков и участва в опита за атентат при гара Синекли през февруари 1903 година.
Делегат е на конгреса на Петрова нива, който го определя за войвода на ІІ велишки участък.
При избухването на Балканската война в 1912 година е доброволец в Македоно-одринското опълчение и застава начело на Втора рота на Лозенградската партизанска дружина, начело с Михаил Герджиков.
| Втора рота на Лозенградската партизанска дружина на МОО с командир Стоян Петров | Втора рота на Лозенградската партизанска дружина на МОО с командир Стоян Петров | Втора рота на Лозенградската партизанска дружина на МОО с командир Стоян Петров | Втора рота на Лозенградската партизанска дружина на МОО с командир Стоян Петров | Втора рота на Лозенградската партизанска дружина на МОО с командир Стоян Петров | Втора рота на Лозенградската партизанска дружина на МОО с командир Стоян Петров |
| Номер                                                                           | Име                                                                             | Години                                                                          | Околия                                                                          | Селище                                                                          | Бележки                                                                         |
| ------------------------------------------------------------------------------- | ------------------------------------------------------------------------------- | ------------------------------------------------------------------------------- | ------------------------------------------------------------------------------- | ------------------------------------------------------------------------------- | ------------------------------------------------------------------------------- |
|                                                                                 | Георги Калканджиев                                                              | 48                                                                              | Малкотърновско                                                                  | Малко Търново                                                                   |                                                                                 |
|                                                                                 | Георги Нанкин                                                                   |                                                                                 | Малкотърновско                                                                  | Конак                                                                           |                                                                                 |
|                                                                                 | Делиш (Дениш) Андонов                                                           | 25                                                                              | Ениджевардарско                                                                 | Енидже Вардар                                                                   | убит на 18 юни 1913 година                                                      |
|                                                                                 | Димитър (Димо) Андреев                                                          |                                                                                 | Велешко                                                                         | Велес                                                                           | ранен на 17 юни 1913 г., сребърен медал                                         |
|                                                                                 | Димитър Андреев                                                                 | 26                                                                              | Валовищко                                                                       | Крушево                                                                         | кръст „За храброст“ ІV степен                                                   |
|                                                                                 | Димитър Бонев                                                                   |                                                                                 | Струмишко                                                                       | Дървош                                                                          |                                                                                 |
|                                                                                 | Димо Петров                                                                     | 32                                                                              | Малкотърновско                                                                  | Малко Търново                                                                   |                                                                                 |
|                                                                                 | Желю Минчев                                                                     | 25                                                                              | Хасковско                                                                       | Хасково                                                                         |                                                                                 |
|                                                                                 | Ненчо Кротков                                                                   |                                                                                 | Василиковско                                                                    | Маджура                                                                         |                                                                                 |
|                                                                                 | Стамен (Стамо) Маджаров                                                         | 26                                                                              | Софлийско                                                                       | Мерхамли                                                                        |                                                                                 |
|                                                                                 | Стоян Калудов                                                                   | 44                                                                              | Василиковско                                                                    | Маджура                                                                         |                                                                                 |
|                                                                                 | Янчо Мандраджиев                                                                | 30                                                                              | Василиковско                                                                    | Пиргопуло                                                                       |                                                                                 |

Умира на 28 май 1914 година в София.